# Фольмерсвайлер
Фольмерсвайлер (нем. Vollmersweiler) — коммуна в Германии, в земле Рейнланд-Пфальц.
Входит в состав района Гермерсхайм. Подчиняется управлению Кандель. Население составляет 217 человек (на 31 декабря 2010 года). Занимает площадь 2,18 км².